# Aleksandra Rutkowska-Szwed
 Aleksandra Maria Rutkowska-Szwed  (ur. 11 lutego 1940 w Warszawie, zm. w czerwcu 2020 w Markach) – polski nauczyciel dyplomowany, dyrektor szkoły, działacz partyjny i społeczny.

## Życiorys
Aleksandra Rutkowska-Szwed to córka Władysława i Marii Rutkowskich, urodziła się 11 lutego 1940 w Warszawie. Absolwentka Wydziału Filologii Uniwersytetu Warszawskiego. Ukończyła także studia podyplomowe z wychowania przez sztukę oraz organizacji i zarządzania. W czasie studiów pracowała w Młodzieżowym Domu Kultury w Warszawie. W roku 1963 podjęła pracę jako nauczyciel polonista w Zespole Szkół Zawodowych w Przasnyszu, w Technikum Mechanicznym  w specjalnościach: budowa i naprawa maszyn rolniczych, urządzeń mechanizacji rolnictwa, maszyny i urządzenia rolnicze oraz kierunek obróbka skrawaniem otwarty w 1969, gdzie była wychowawcą klas. Dwa lata później powstało technikum mechaniczne na podbudowie zasadniczej szkoły zawodowej, będąc i tutaj nauczycielem języka polskiego. W 1971 objęła funkcję wicedyrektora szkoły. Była współinicjatorem powstania w 1972 przy Zespole Szkół Zawodowych ośrodka wypoczynkowego „Muszaki” w Zawadach koło Janowa, który był usytuowany w bezpośrednim sąsiedztwie ośrodka pracowników służby zdrowia – „Leśny Poranek”. W 1977 szkole nadano imię mjr. Henryka Sucharskiego, wręczono sztandar, a dzień 12 listopada (urodziny mjr Sucharskiego), obchodzony został – Dzień Patrona Szkoły. Wicedyrektorem Zespołu Szkół Zawodowych była do 1978.
W 1978 Kurator Oświaty i Wychowania w Ostrołęce powołał ją na stanowisko dyrektora Zespołu Szkół Zawodowych w Przasnyszu. Jednocześnie w okresie swojej pracy była nauczycielem dyplomowanym języka polskiego i wychowawcą. Udoskonaliła bazę materialną i warunki pracy nauczycieli i uczniów, którzy osiągali międzynarodowe, ogólnopolskie i regionalne sukcesy. Rozbudowano internat, unowocześniono klasopracownie i bibliotekę szkolną. Była inicjatorem praktyk zagranicznych. W okresie 27 lat pracy (1963–1990) w Zespole Szkół Zawodowych w Przasnyszu zorganizowała wiele wycieczek, wyjazdów integracyjnych, obozów wędrownych dla uczniów oraz wycieczek zorganizowanych wspólnie z nauczycielami szkoły do Bułgarii, czy NRD. Była współorganizatorem, wraz z Teresą Lelińską i Józefem Stolarczykiem, powstania izby pamięci narodowej oraz izby historii i tradycji szkoły. Zapraszała do szkoły wielu ciekawych gości, w tym pisarzy, regionalistów, aktorów. Była przewodniczącym, członkiem wielu konkursów, szkolnych komisji egzaminacyjnych. Funkcję dyrektora Zespołu Szkół Zawodowych w Przasnyszu piastowała do 1990. W 1990 przeszła na emeryturę i zmieniła miejsce zamieszkania.
W latach 1990–1996 pracowała w ZSZ w Markach. W roku 1992 została odznaczona Krzyżem Kawalerskim Orderu Odrodzenia Polski. W roku 1997 podjęła pracę w Liceum Ogólnokształcącym im. Norwida w Radzyminie. Inicjatorka „Kawiarenki literackiej” w radzymińskim liceum. Jednocześnie realizowała autorski program edukacyjny „Przeżyj to z nami”, skierowany do młodzieży woj. mazowieckiego współpracując z Oddziałem Polskiego Towarzystwa Zapobiegania Narkomanii w Warszawie i Towarzystwem Przyjaciół Radzymina. Była egzaminatorem Okręgowej Komisji Egzaminacyjnej w Warszawie z języka polskiego. W dniach 27–28 września 2014 uczestniczyła w uroczystości z okazji 90-lecia szkolnictwa zawodowego w Przasnyszu i 50-lecia powstania Technikum Mechanicznego podczas której w klasztorze ojców pasjonistów w Przasnyszu odsłoniła wraz z dyrektorami Zespołu Szkół Powiatowych tablicę pamiątkową poświęconą pamięci zmarłych pracowników i nauczycieli szkoły. Była członkiem Związku Nauczycielstwa Polskiego. Zmarła w czerwcu 2020, uroczystości pogrzebowe odbyły się 9 czerwca 2020 na cmentarzu katolickim w Markach.

## Ordery, odznaczenia i wyróżnienia[3][13]
- Krzyż Kawalerski Orderu Odrodzenia Polski
- Medal Komisji Edukacji Narodowej
- Złoty medal „Za zasługi dla obronności kraju”
- Srebrny medal „Za zasługi dla obronności kraju”
- Brązowy medal „Za zasługi dla obronności kraju”
- Złota Odznaka ZNP
- Odznaka „Zasłużony Działacz Kultury”
- Złota Odznaka PCK
- Złota Odznaka PTTK
- nagroda od MOiW (3)
- nagroda od Kuratora Oświaty i Wychowania w Ostrołęce (9)
- nagroda od Ministra Kultury i Dziedzictwa Narodowego
- laureatka II edycji konkursu „Kobieta z Marką”[14]